# أحمد غنيم
أحمد غنيم (1960-) هو سياسي فلسطيني، من مواليد البلدة القديمة في مدينة القدس. وتلقى تعليمه الإبتدائي والثانوي فيها. وحاصل على شهادة البكالوريوس في الدراسات الإجتماعية من جامعة الرياض عام 1984، وحصل على ماجستير في علم النفس من جامعة بيفرلي في الولايات المتحدة الأمريكية. عيّن وكيلاً لوزارة الحكم المحلي. 

## حياته السياسية
إنضم إلى حركة فتح عام 1978، وقوات العاصفة في بيروت جنوب لبنان1981، إعتقله الاحتلال عام 1984 لمدة 3 سنوات، وكان عضو في اللجنة الحركية العليا لحركة فتح عام 1990، وعضواً للمجلس الثوري عام 1997، وهو من ممثلي حركة فتح في الحوار الوطني بين الفصائل الفلسطينية شارك في الإنفاضة الثانية.

## مناصب شغلها
شغل غنيم عدة مناصب:
- عضو في الوفد الفلسطيني لمباحثات السلام التي عقدت في واشنطن من عام (1991-1993).
- عضو في قوات الأمن الوقائي خلال الفترة (1994-1996).
- مدير مركز إرشاد للمدمنين في القدس خلال الفترة (1989-1994).
- نائب مساعد في وزارة الحكم المحلي الفلسطيني منذ عام 1996.

## مؤلفاته
صدر عنه عدة مؤلفات منها:
- كتاب الشيخ الريحان - سرديات مقدسية.[4]

- ثمن الهاوية السلطة الفلسطينية بين الإقتصاد الحر وإقتصاد التحرر.[5][6]